# 9490 Gosemeijer
9490 Gosemeijer (1181 T-1) là một tiểu hành tinh vành đai chính.